# خانات غازی‌قموق
خانات غازی‌قُموق یک نهاد لاکی بود که در داغستان کنونی پس از فروپاشی شمخال‌نشین غازی‌قموق در ۱۶۴۲ بنیان‌گذاری شد. مردمان آن شامل قبایل گوناگون لزگی و آوار بود.